# Česká fotbalová reprezentace do 19 let
Česká fotbalová reprezentace do 19 let je mládežnickou kategorií české reprezentace, hráči v reprezentaci mají pod 19 let. Reprezentace se účastní mistrovství Evropy U19, Česko se v roce 2011 se dostalo do finále mistrovství Evropy a několikrát bylo v semifinále. Nejvíce startů za reprezentaci (29) má Michal Sadílek (k 5. 4. 2025).

## Hráčské statistiky

### Nejvíce startů
| #  | Jméno            | Zápasy |
| -- | ---------------- | ------ |
| 1  | Michal Sadílek   | 29     |
| 2  | Pavel Malchárek  | 24     |
| 2  | Jiří Skalák      | 24     |
| 4  | Martin Klein     | 23     |
| 4  | Tomáš Přikryl    | 23     |
| 6  | Adam Varadi      | 22     |
| 6  | Jakub Dohnálek   | 22     |
| 6  | Dominik Mašek    | 22     |
| 6  | Lukáš Buchvaldek | 22     |
| 10 | Marcel Gecov     | 21     |
| 10 | Ladislav Krejčí  | 21     |
| 10 | Daniel Trubač    | 21     |
| 10 | Ondřej Šašinka   | 21     |

### Nejlepší střelci
| # | Jméno            | Góly |
| - | ---------------- | ---- |
| 1 | Tomáš Necid      | 14   |
| 2 | Dominik Mašek    | 9    |
| 3 | Pavel Fořt       | 7    |
| 3 | Pavel Malchárek  | 7    |
| 3 | Jan Schulmeister | 7    |
| 3 | Patrik Schick    | 7    |
| 3 | Ondřej Šašinka   | 7    |
| 8 | 6 hráčů          | 6    |